# 七ヶ浜町
七ヶ浜町（しちがはままち）は、宮城県中部の太平洋沿岸に位置する町。仙台市東側の半島状の地にあり、宮城県内さらに北海道・東北地方においても最小の面積の市町村である。
町域は、日本三景の一つである松島の南部に当たる。海沿いに7つの集落があったことから、「七ヶ浜」と名づけられた。7つの集落とは湊浜（砂押川の下流に在って国府･多賀城の「湊」として湊浜と命名）、松ヶ浜、菖蒲田浜、花渕浜、吉田浜、代ヶ崎浜、東宮浜である。

## 地理
宮城県の中部に位置し、松島丘陵が仙台湾に半島状に海に突き出した形になっている七ヶ浜半島を町域としている。この半島は江戸時代、基部を横断するかたちで貞山運河が造られ、それによって島のような状態となっている。山として韮山、また湖沼には阿川沼がある。気候は比較的温暖で、寒暖の差が少ない。キャッチフレーズは、「うみ・ひと・まち 七ヶ浜」。隣接自治体は仙台市（宮城野区）、多賀城市、塩竈市である。

### 七ヶ浜ニュータウン汐見台
1972年に七ヶ浜町が策定した長期基本構想ではニュータウン造成計画が主軸と据えられた。そして、町は造成にあたって民間企業との共同開発方式をとる決断に至り、文化振興や町づくりの面で前向きに取り組んでいた西武流通グループ傘下の西武都市開発（のちの西洋環境開発）がパートナー企業として選定された。しかし、仙台圏における宅地供給は長期的には過剰とみられていたほか、開発地の市街化区域への編入も未定であり、さらに町が仙台市から遥か遠方に位置するとみなされていたことなどから開発の推進は難渋を極めた。
こうした事態を受け、西武都市開発は従来の宅地開発にはない新たな構想として、オランダの都市開発に採用されていたボンエルフを導入すること、さらに歩行者専用の緑道を設けること、加えて開発地区をなだらかな南面傾斜として植栽し、区域全体を公園とするなどのプランを提示した。これによって、1977年7月には市街化区域への編入も決定した。だがボンエルフ導入は既存の法体系と矛盾する為、翌年春には開発申請が止められた。しかしながら、西武都市開発担当者や当時の赤間今雄町長が、宮城県や建設省に足繁く出向きボンエルフの必要性を説いたことが奏功し、1978年12月には開発許可が下り、1979年5月着工。1980年9月には第一期販売が開始され、即日完売した。
この七ヶ浜ニュータウン汐見台のボンエルフ計画は、1983年4月には国際交通安全学会賞を受賞したほか、その後の国内のニュータウン計画でコミュニティ道路が採用される端緒となった。

### 人口
2010年国勢調査において昼夜間人口比率が65.0パーセントであり、日本の市区町村の中では最も低い値であった。
| |                                          |  |
| 七ヶ浜町と全国の年齢別人口分布（2005年） | 七ヶ浜町の年齢・男女別人口分布（2005年） |  |
| ■紫色 ― 七ヶ浜町 ■緑色 ― 日本全国 | ■青色 ― 男性 ■赤色 ― 女性                |  |
| 七ヶ浜町（に相当する地域）の人口の推移 \| 1970年（昭和45年） \| 14,204人 \| \| \| 1975年（昭和50年） \| 16,164人 \| \| \| 1980年（昭和55年） \| 16,393人 \| \| \| 1985年（昭和60年） \| 18,106人 \| \| \| 1990年（平成2年） \| 19,523人 \| \| \| 1995年（平成7年） \| 20,668人 \| \| \| 2000年（平成12年） \| 21,131人 \| \| \| 2005年（平成17年） \| 21,068人 \| \| \| 2010年（平成22年） \| 20,416人 \| \| \| 2015年（平成27年） \| 18,652人 \| \| \| 2020年（令和2年） \| 18,132人 \| \| |                                          |  |
| 総務省統計局 国勢調査より |                                          |  |
| 1970年（昭和45年） | 14,204人                                 |  |
| 1975年（昭和50年） | 16,164人                                 |  |
| 1980年（昭和55年） | 16,393人                                 |  |
| 1985年（昭和60年） | 18,106人                                 |  |
| 1990年（平成2年） | 19,523人                                 |  |
| 1995年（平成7年） | 20,668人                                 |  |
| 2000年（平成12年） | 21,131人                                 |  |
| 2005年（平成17年） | 21,068人                                 |  |
| 2010年（平成22年） | 20,416人                                 |  |
| 2015年（平成27年） | 18,652人                                 |  |
| 2020年（令和2年） | 18,132人                                 |  |

## 歴史
- 縄文時代、大木囲貝塚がつくられた。
- 奈良時代、陸奥国の国府・多賀城に隣接し、国府厨（こくふのくりや）が置かれた。豊富な海産物が多賀城に送られた。
- 1889年（明治22年）
  - 4月1日 町村制施行により、七ヶ浜村が発足する。
  - 高山外国人避暑地設置。
- 1959年（昭和34年）1月1日 町制施行し、七ヶ浜町となる。
- 1980年9月 - 汐見台地区（七ヶ浜ニュータウン）分譲開始。
- 2011年（平成23年）3月11日 東北地方太平洋沖地震により被災

### 東日本大震災
2011年（平成23年）3月11日に発生した東北地方太平洋沖地震では、津波により町の面積の約4分の1が浸水した。

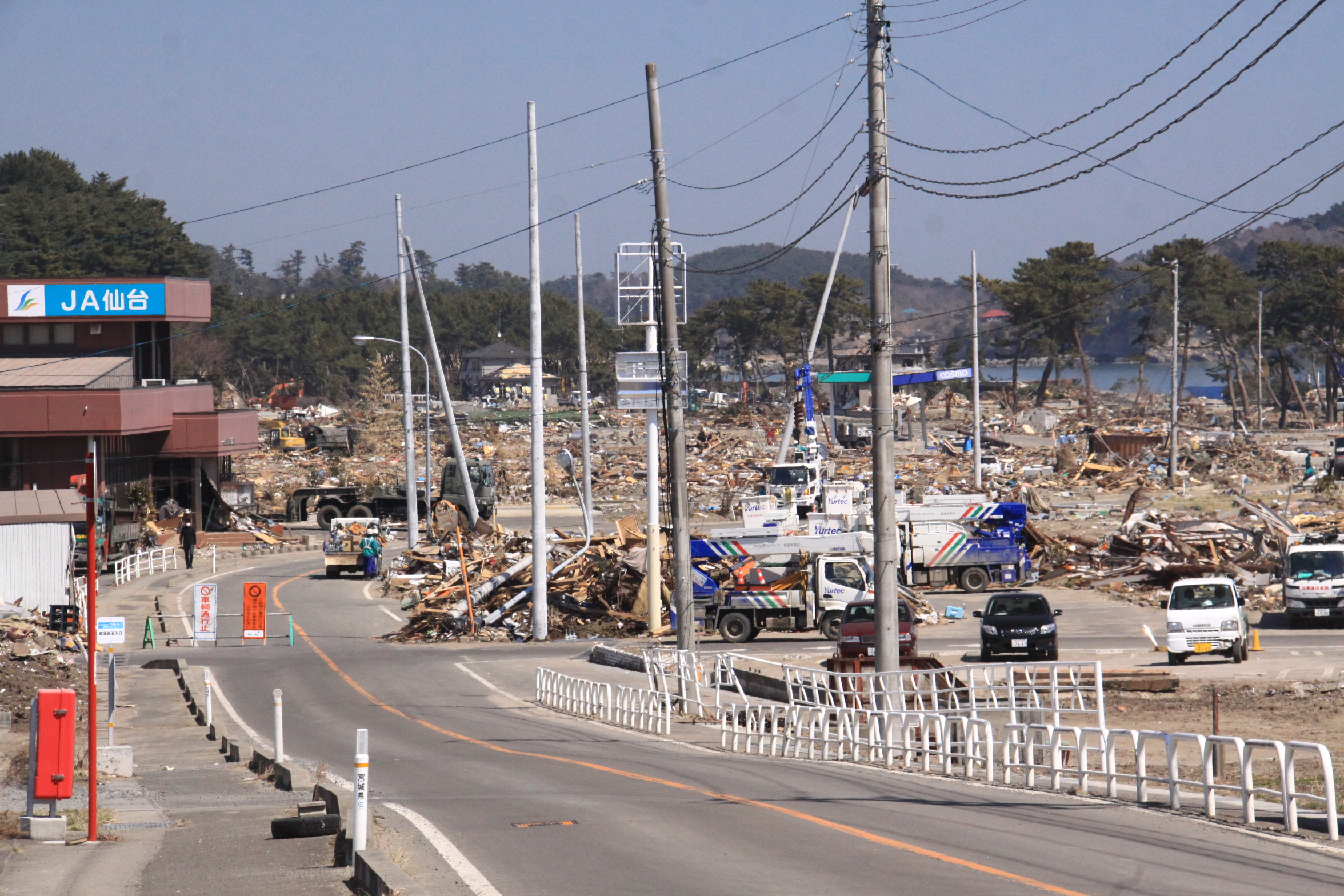
津波により壊滅状態となった菖蒲田浜付近
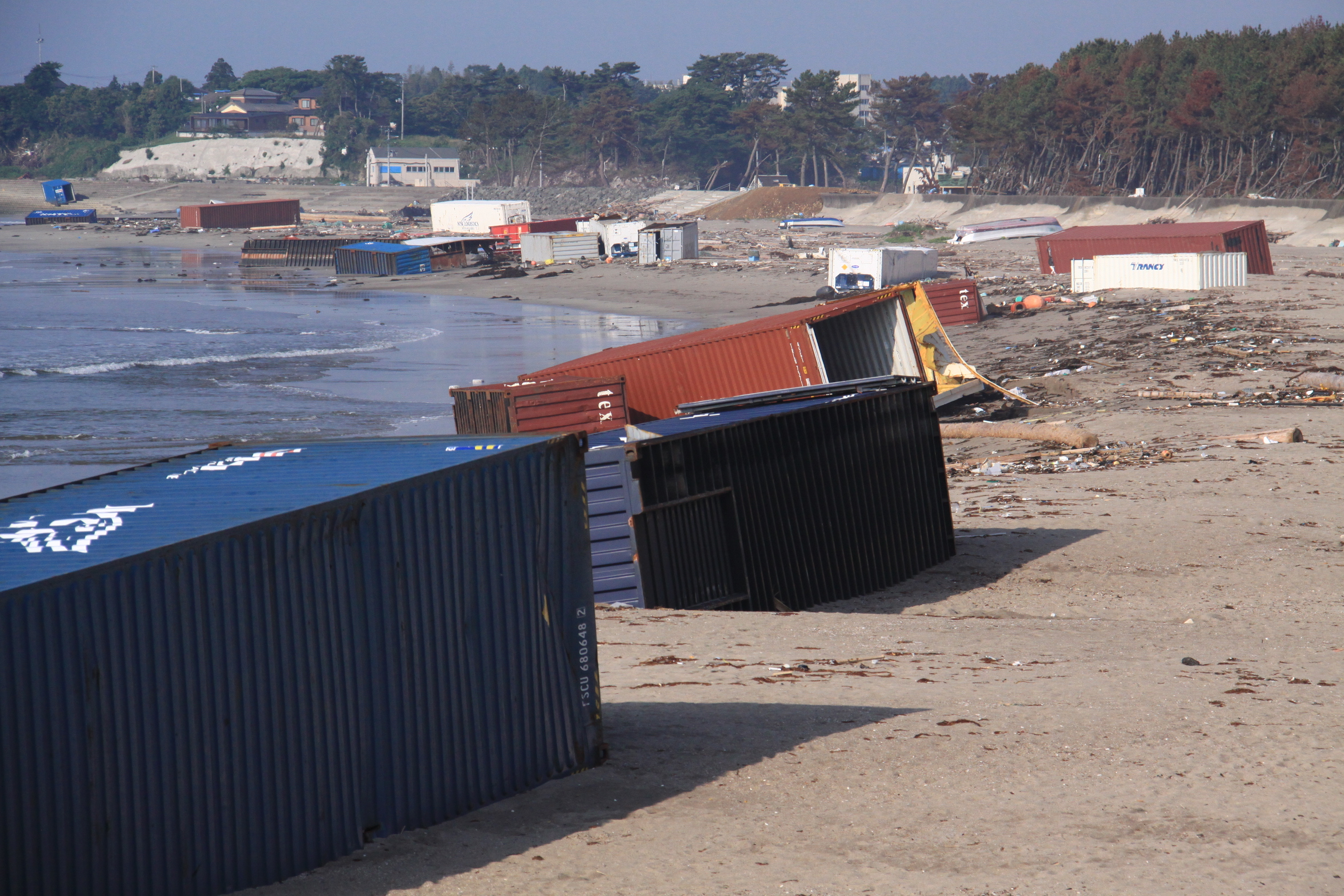
菖蒲田浜の海岸には、約4km先の仙台港からのコンテナが漂着
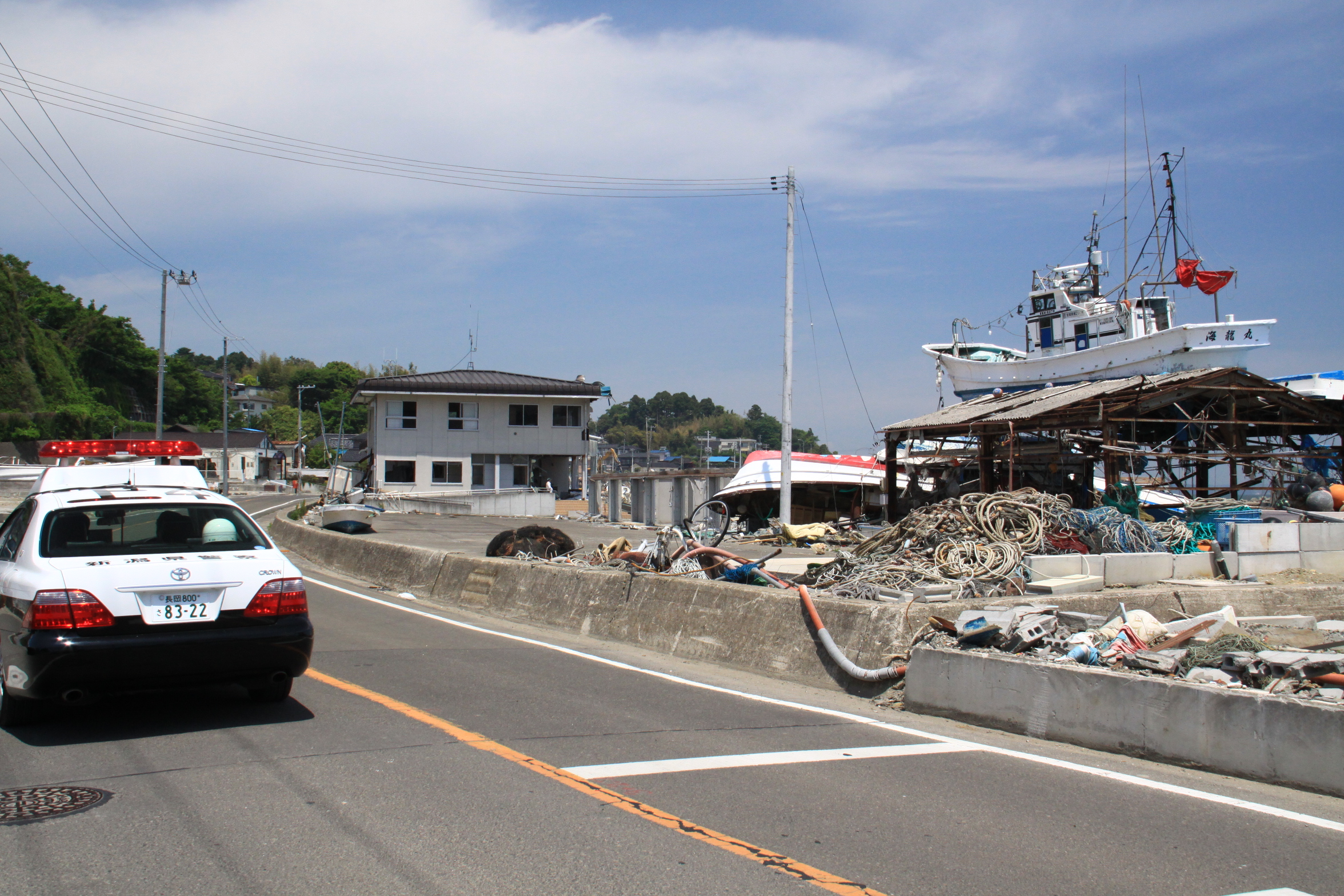
津波により屋根の上に打ち揚げられた漁船
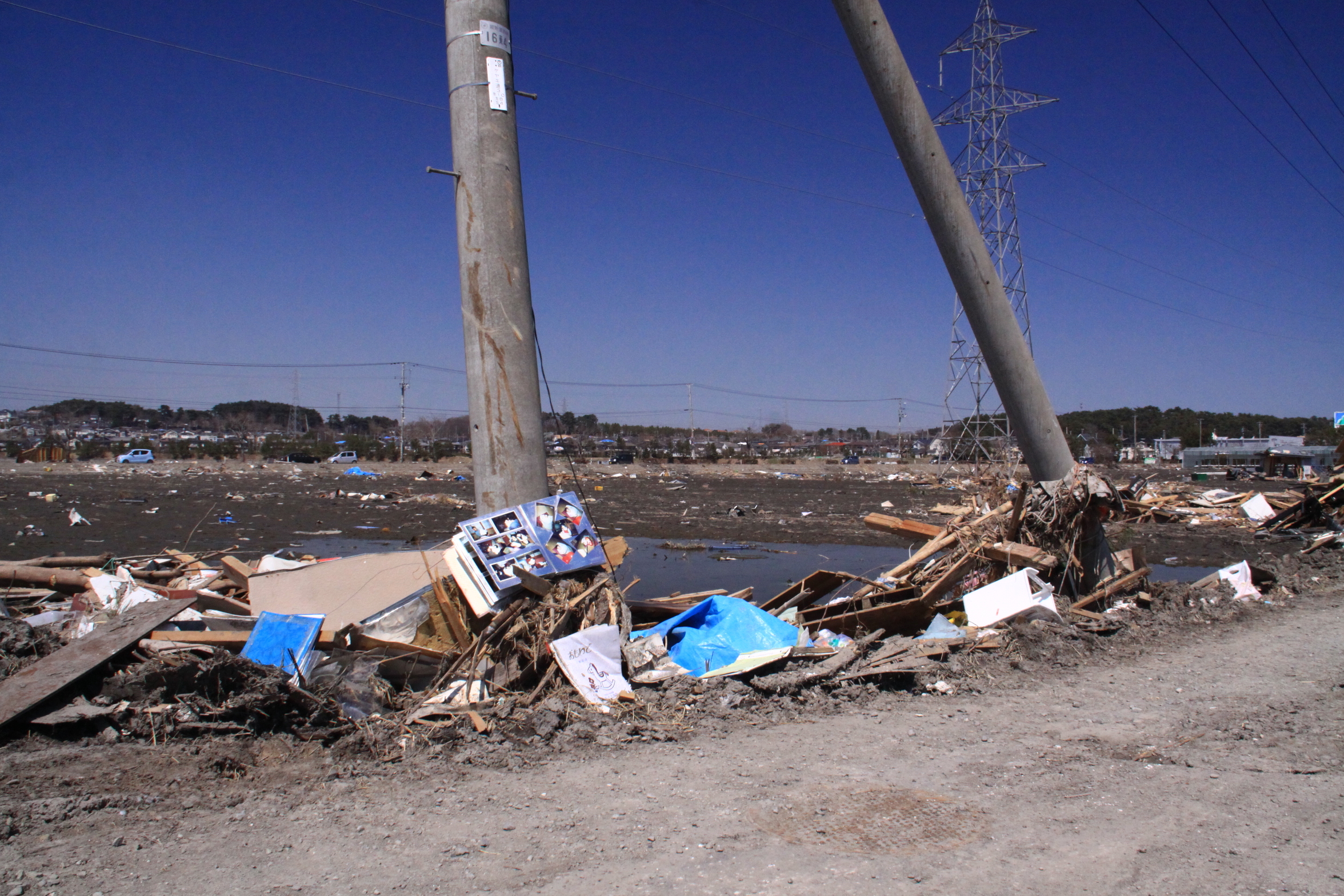
津波によって電柱に引っかかったアルバム

## 行政
- 町長: 寺澤薫（2015年9月11日就任、3期目）

## 議会
町議会議員
- 議員定数：14（欠員1名）
- 会派
  - 日本共産党（2人）
  - 公明党（1人）
  - 無所属（10人）

令和6年9月現在

## 施設

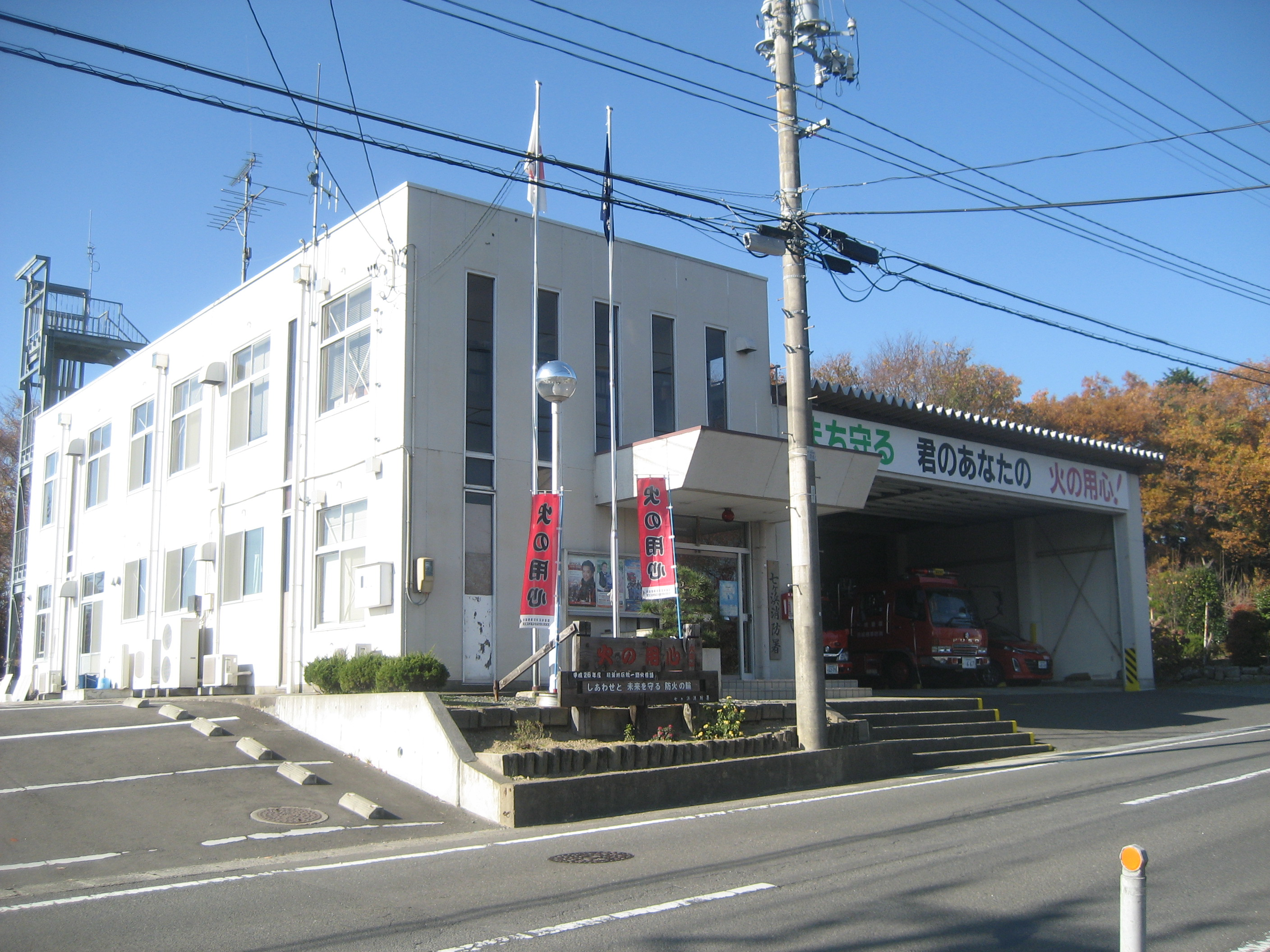
七ヶ浜消防署

### 消防
本部
- 塩釜地区消防事務組合

消防署
- 七ヶ浜消防署（七ヶ浜町汐見台7丁目5番地の322）

### 郵便局
当町全域を担当する集配局は塩竈市の塩釜郵便局となる。
- 汐見台郵便局
- 菖蒲田郵便局
- 吉田浜郵便局

### 運動施設
サッカー場
- 七ヶ浜サッカースタジアム

## 姉妹都市･提携都市

### 海外
姉妹都市
- プリマス（アメリカ合衆国 マサチューセッツ州）
1990年（平成2年）10月3日 姉妹都市調印

### 国内
提携都市
- 朝日町（山形県 西村山郡）
2012年（平成24年）9月25日 友好の町調印
- あま市（愛知県）
2015年（平成27年）12月16日  災害時相互応援協定

## 経済

### 産業
- 産業別就業人口（2000年）

第一次産業 525人
第二次産業 3,392人
第三次産業 6,386人
分類不能 24人
合計 10,327人
町の北東には東北電力仙台火力発電所があり、火力発電（コンバインドサイクル発電）を行っている。敷地内にメガソーラー発電設備が稼働中である。

### 金融機関
- 七十七銀行
- 杜の都信用金庫
- JA仙台
- JFみやぎ漁協

## 電力
- 東北電力

発電所
- 仙台火力発電所

## 教育

### 中学校
町立
- 七ヶ浜町立七ヶ浜中学校
- 七ヶ浜町立向洋中学校

### 小学校
町立
- 七ヶ浜町立汐見小学校
- 七ヶ浜町立亦楽小学校
- 七ヶ浜町立松ヶ浜小学校
  - 七ヶ浜中学校と亦楽小学校は、文部科学省が推進する「学力向上フロンティア」指定校（フロンティアスクール）である。

### 幼稚園
- 和光幼稚園（同町で一番歴史のある幼稚園で3世代で同じ幼稚園に通っている園児も少なくない。）
- 遠山幼稚園
- 汐見台幼稚園
- 第二柏幼稚園

## 交通

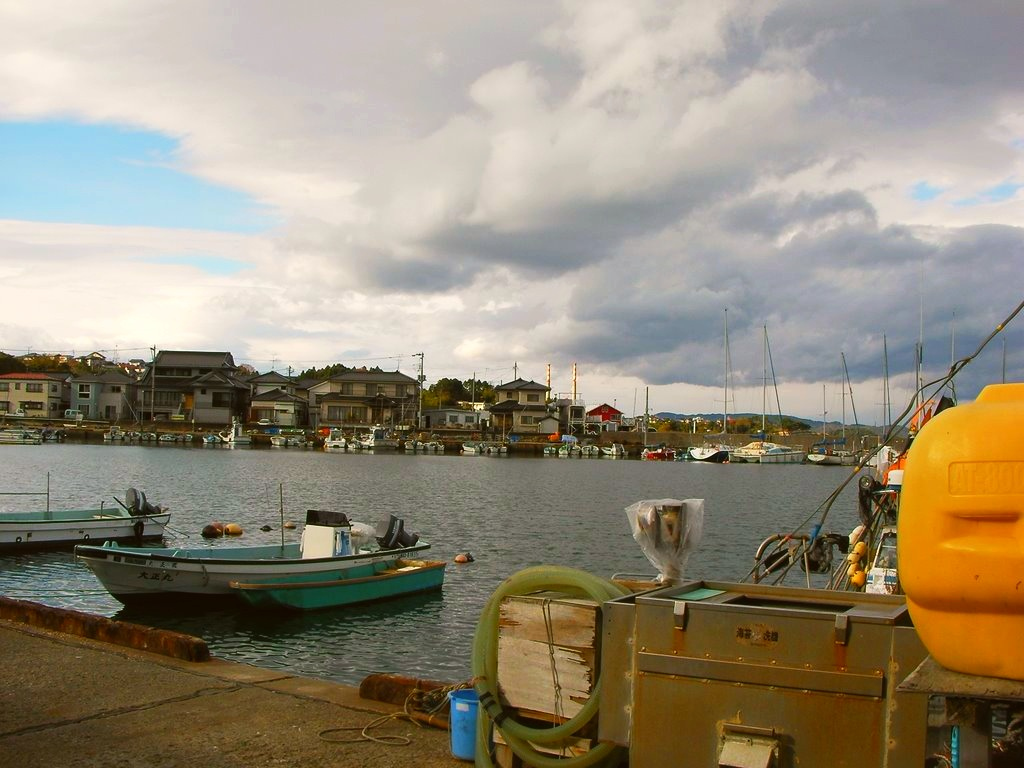
小浜港

### 鉄道
町内に鉄道はなく、隣接する多賀城市のJR東日本仙石線下馬駅または多賀城駅よりバスを利用する。

### バス
- ミヤコーバス（以前は宮城交通による運行だったが、路線廃止や移管が行われ2008年8月より全路線がミヤコーバスでの運行になった）
  - 汐見台団地線：多賀城駅前 - 松ヶ浜入口 - 汐見台中央 - 菖蒲田
  - ユーアイバス多賀城東部線：国府多賀城駅 - 多賀城駅前 - 北遠山 - 汐見台中央
    - 多賀城市・七ヶ浜町の共同運行。
- 七ヶ浜町民バス「ぐるりんこ」（ジャパン交通が受託運行）
  - 2009年8月1日、従来の七ヶ浜循環線（七ヶ浜町・多賀城市・塩竈市がミヤコーバスに委託運行）に代わり運行開始[7]。JR仙石線多賀城駅・下馬駅・本塩釜駅より乗車。

### 道路
- 町内を走る県道：宮城県道58号塩釜七ヶ浜多賀城線

### 港湾
- 仙台塩釜港（国際拠点港湾・特定港・中核国際港湾）
  - 塩釜港
  - 小浜港

## 観光

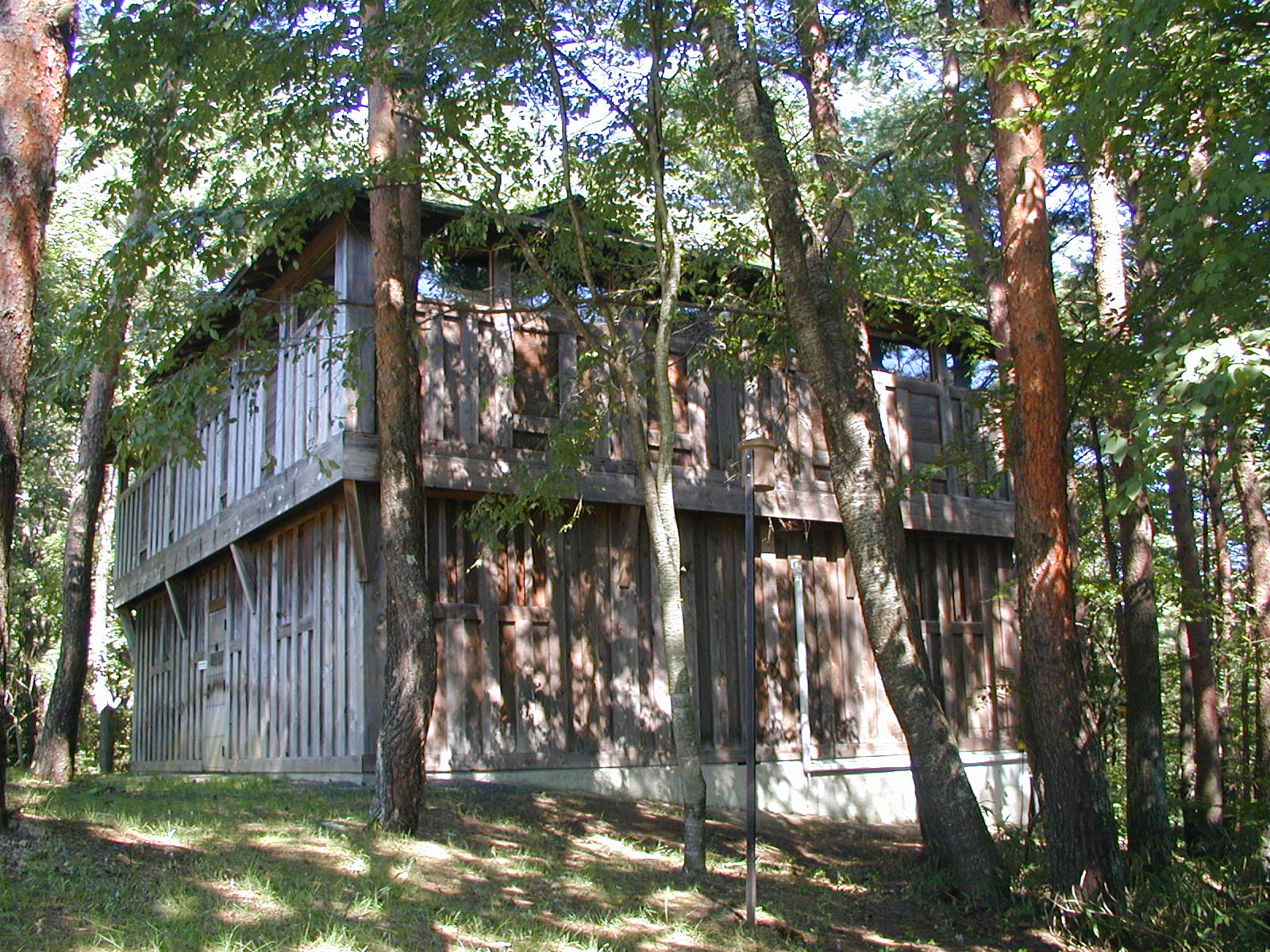
七ヶ浜国際村、プリマスハウス

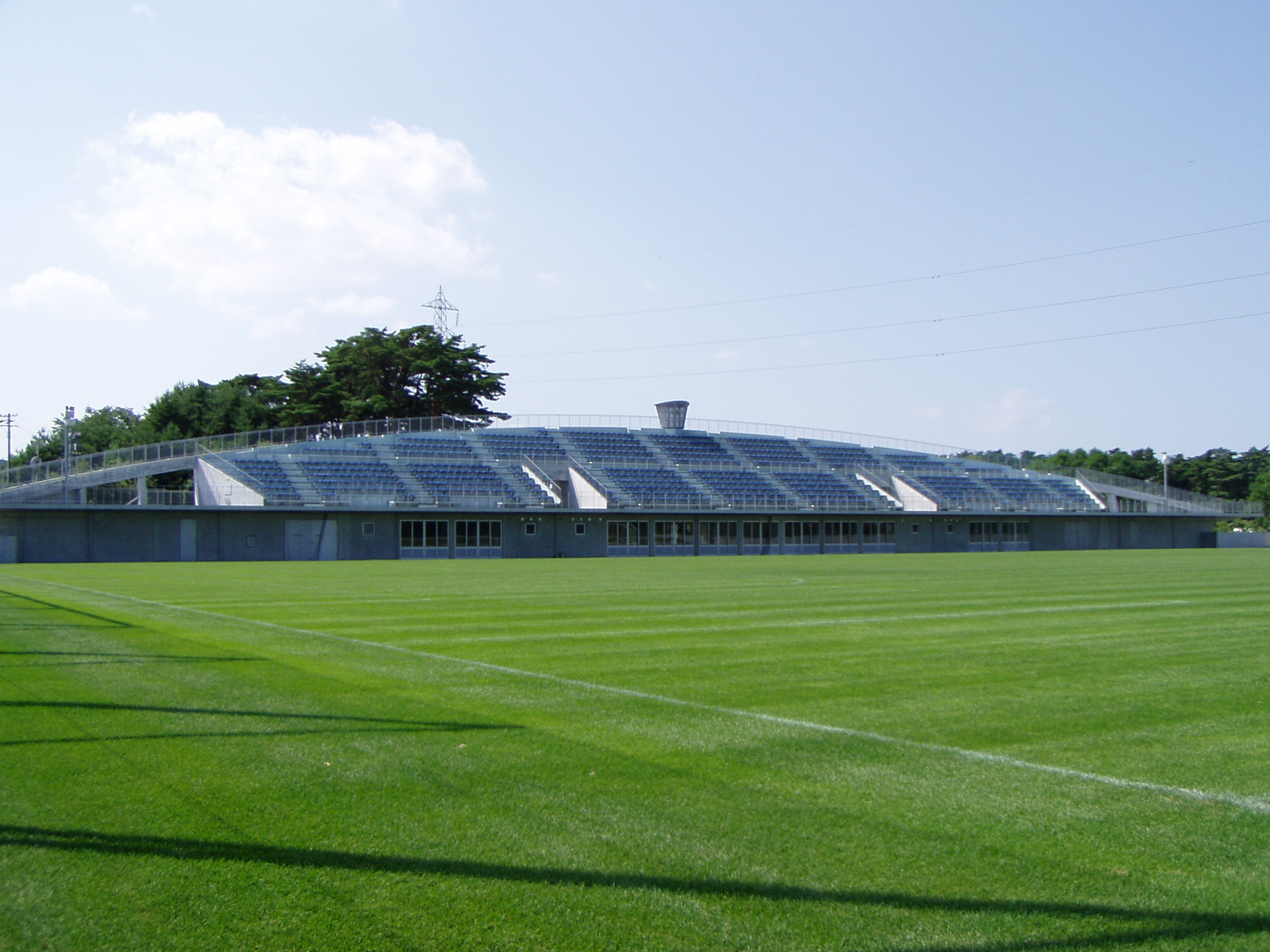
七ヶ浜サッカースタジアム

### 名所･旧跡
- 主な神社
  - 鼻節神社
  - 東宮神社（鹽竈神社の東方を守る神社で岩切の西宮神社、多賀城市の南宮神社、利府町の北宮神社に並ぶ一柱）
- 主な史跡
  - 大木囲貝塚（面積197,248平方メートルの大規模な貝塚および集落跡。）
- その他
  - 御殿場(伊達政宗の別荘があったとされる)
  - 多聞山（松島四大観の1つ。「偉観」）

### 観光スポット
- 高山外国人避暑地
- 菖蒲田海水浴場（全国で3番目に開設された海水浴場）
- 総合スポーツセンター
- 七ヶ浜国際村（公共建築百選）
- 小浜港（ヨットハーバー）
- SHICHI NO RESORT(シチノリゾート)
- 七ヶ浜町歴史資料館

## 文化・名物

### 祭事・催事
- 七の市（各月の最終日曜日に開催）
- みやぎ国際トライアスロン 仙台ベイ七ヶ浜大会（毎年7月に開催）
- 塩竃みなと祭（同祭内の神輿渡の順路上で花渕浜漁港に接岸し神職が祝詞を奏上する）
- 毘沙門堂のお歳とり（代ヶ崎浜多聞山の毘沙門堂で12月13日に行われるお祭りで湯豆腐が振舞われる）

### スポーツ
- 七ヶ浜サッカークラブ

## 出身・関連著名人
- 大越基（プロ野球選手、高校野球監督）
- 佐藤柳之介(プロ野球選手)
- 佐藤仁徳（プロボクサー）
- 明瀬川傳四郎（大相撲力士）
- 澤井玲菜（グラビアアイドル）
- 稲妻まどか（モデル、ミス・ワールド・ジャパン宮城県代表）

## 七ヶ浜町を舞台とした作品
- かんなぎ - 本作が2008年にアニメ化された際に登場する神社のモデルが鼻節神社であると同作のファンに見なされて、多くのファンが同地を訪れている。これを受けて地元の商工会は2009年夏に『アニメ「かんなぎ」による観光戦略事業実行委員会』を組織して観光キャンペーンを行った。詳細はかんなぎ アニメの舞台を参照。